# Bahnstrecke Radolfzell–Mengen
| | |                                                    |                                                    |
| Streckennummer (DB): | 4330 |                                                    |                                                    |
| Kursbuchstrecke (DB): | 732 ex 304f (Radolfzell – Krauchenwies, 1946) ex 301b (Radolfzell – Stahringen, 1946) ex 304h (Krauchenwies – Mengen, 1946) |                                                    |                                                    |
| Fahrplanfeld: | 831 (1996–2006) |                                                    |                                                    |
| Streckenlänge: | 56,781 km |                                                    |                                                    |
| Spurweite: | 1435 mm (Normalspur) |                                                    |                                                    |
| Streckenklasse: | Radolfzell–Stahringen: D4 Stahringen–Stockach: CE Stockach–Schwackenreute: C4 Schwackenreute–Mengen: D4                     |                                                    |                                                    |
| Maximale Neigung: | 17 ‰ |                                                    |                                                    |
| Minimaler Radius: | 245 m |                                                    |                                                    |
| Streckengeschwindigkeit: | Radolfzell–Stahringen: 120 km/h Stahringen–Stockach: 80 km/h Stockach–Mengen: 60 km/h                                       |                                                    |                                                    |
| Zugbeeinflussung: | PZB, ZUB 262 (Radolfzell–Stahringen)                                                                                        |                                                    |                                                    |
| Zweigleisigkeit: | Radolfzell–Brandbühl West Brandbühl Ost–Stahringen                                                                          |                                                    |                                                    |
| | |                                                    |                                                    |
| \| \| \| von Basel Bad Bf \| \| \| \| −0,050 \| Radolfzell \| 398 m \| \| \| \| nach Konstanz \| \| \| \| 1,465 \| Radolfzell-Haselbrunn \| Radolfzell-Haselbrunn \| \| \| 2,700 \| Haselbrunn (Radolfzell) \| Haselbrunn (Radolfzell) \| \| \| 4,261 \| Brandbühl West früher Rehbösch (Üst) \| Brandbühl West früher Rehbösch (Üst) \| \| \| 4,759 \| Brandbühl-Tunnel (260 m) \| Brandbühl-Tunnel (260 m) \| \| \| 5,241 \| Brandbühl Ost (Üst) \| Brandbühl Ost (Üst) \| \| \| 7,270 \| Stahringen \| 440 m \| \| \| \| nach Friedrichshafen \| \| \| \| 8,000 \| Infrastrukturgrenze DB InfraGO / EVU „seehäsle“ \| Infrastrukturgrenze DB InfraGO / EVU „seehäsle“ \| \| \| 10,800 \| Wahlwies \| Wahlwies \| \| \| 13,820 \| Nenzingen \| Nenzingen \| \| \| 17,366 \| Stockach \| 481 m \| \| \| 17,690 \| Kanal der Stockacher Aach \| Kanal der Stockacher Aach \| \| \| 17,859 \| Infrastrukturgrenze EVU „seehäsle“ / Ablachtalbahn \| Infrastrukturgrenze EVU „seehäsle“ / Ablachtalbahn \| \| \| 17,860 \| Stockacher Aach \| Stockacher Aach \| \| \| 20,830 \| Zizenhausen \| Zizenhausen \| \| \| 22,300 \| Stockacher Aach, Bundesstraße 313 \| Stockacher Aach, Bundesstraße 313 \| \| \| 22,600 \| Hoppetenzell \| Hoppetenzell \| \| \| 23,800 \| Stockacher Aach, Bundesstraße 313 \| Stockacher Aach, Bundesstraße 313 \| \| \| 24,760 \| Mühlingen-Zoznegg (ehemals Bahnhof) \| Mühlingen-Zoznegg (ehemals Bahnhof) \| \| \| 27,350 \| Stockacher Aach \| Stockacher Aach \| \| \| 27,652 \| Schwackenreute \| 621 m \| \| \| \| nach Altshausen \| \| \| \| 31,750 \| Sauldorf (seit 2021) \| Sauldorf (seit 2021) \| \| \| 31,930 \| Sauldorf \| 614 m \| \| \| 32,800 \| Anschluss Tegometall \| Anschluss Tegometall \| \| \| 34,420 \| Bichtlingen \| Bichtlingen \| \| \| 35,600 \| Ablach \| Ablach \| \| \| 37,724 \| Meßkirch \| 607 m \| \| \| 40,560 \| Ablach \| Ablach \| \| \| 41,590 \| Menningen-Leitishofen \| Menningen-Leitishofen \| \| \| 41,700 \| Ablach \| Ablach \| \| \| 44,000 \| Ablach \| Ablach \| \| \| 44,420 \| Göggingen (Baden) (ehemals Bahnhof) \| Göggingen (Baden) (ehemals Bahnhof) \| \| \| 45,300 \| Ablach \| Ablach \| \| \| 47,400 \| alter Anschluss Tegometall \| alter Anschluss Tegometall \| \| \| 47,500 \| neuer Anschluss Tegometall \| neuer Anschluss Tegometall \| \| \| 47,731 \| Krauchenwies \| 581 m \| \| \| 48,700 \| Ablach \| Ablach \| \| \| \| nach Sigmaringen \| \| \| \| 51,850 \| Zielfingen \| Zielfingen \| \| \| 53,900 \| Anschluss Dillmannsches Sägewerk \| Anschluss Dillmannsches Sägewerk \| \| \| 55,100 \| linke Ennetacher Ablach \| linke Ennetacher Ablach \| \| \| 55,934 \| Infrastrukturgrenze Ablachtalbahn / DB InfraGO \| Infrastrukturgrenze Ablachtalbahn / DB InfraGO \| \| \| 56,000 \| rechte Ennetacher Ablach \| rechte Ennetacher Ablach \| \| \| \| von Sigmaringen \| \| \| \| 56,731 \| Mengen \| 559 m \| \| \| \| nach Ulm \| \| \| \| \| \| \| \| Quellen: [1][2][3][4] \| \| \| \| | |                                                    |                                                    |
| Strecke | | von Basel Bad Bf                                   | von Basel Bad Bf                                   |
| Bahnhof | −0,050 | Radolfzell                                         | 398 m                                              |
| Abzweig geradeaus und nach rechts | | nach Konstanz                                      | nach Konstanz                                      |
| Haltepunkt / Haltestelle | 1,465 | Radolfzell-Haselbrunn                              | Radolfzell-Haselbrunn                              |
| ehemaliger Bahnhof | 2,700 | Haselbrunn (Radolfzell)                            | Haselbrunn (Radolfzell)                            |
| Blockstelle | 4,261 | Brandbühl West früher Rehbösch (Üst)               | Brandbühl West früher Rehbösch (Üst)               |
| Tunnel | 4,759 | Brandbühl-Tunnel (260 m)                           | Brandbühl-Tunnel (260 m)                           |
| Blockstelle | 5,241 | Brandbühl Ost (Üst)                                | Brandbühl Ost (Üst)                                |
| Bahnhof | 7,270 | Stahringen                                         | 440 m                                              |
| Abzweig geradeaus und nach rechts | | nach Friedrichshafen                               | nach Friedrichshafen                               |
| Wechsel des Eisenbahninfrastrukturunternehmens | 8,000 | Infrastrukturgrenze DB InfraGO / EVU „seehäsle“    | Infrastrukturgrenze DB InfraGO / EVU „seehäsle“    |
| Haltepunkt / Haltestelle | 10,800 | Wahlwies                                           | Wahlwies                                           |
| Haltepunkt / Haltestelle | 13,820 | Nenzingen                                          | Nenzingen                                          |
| Bahnhof | 17,366 | Stockach                                           | 481 m                                              |
| Brücke über Wasserlauf | 17,690 | Kanal der Stockacher Aach                          | Kanal der Stockacher Aach                          |
| Wechsel des Eisenbahninfrastrukturunternehmens | 17,859 | Infrastrukturgrenze EVU „seehäsle“ / Ablachtalbahn | Infrastrukturgrenze EVU „seehäsle“ / Ablachtalbahn |
| Brücke über Wasserlauf | 17,860 | Stockacher Aach                                    | Stockacher Aach                                    |
| ehemaliger Bahnhof | 20,830 | Zizenhausen                                        | Zizenhausen                                        |
| Brücke über Wasserlauf | 22,300 | Stockacher Aach, Bundesstraße 313                  | Stockacher Aach, Bundesstraße 313                  |
| ehemaliger Haltepunkt / Haltestelle | 22,600 | Hoppetenzell                                       | Hoppetenzell                                       |
| Brücke über Wasserlauf | 23,800 | Stockacher Aach, Bundesstraße 313                  | Stockacher Aach, Bundesstraße 313                  |
| Haltepunkt / Haltestelle | 24,760 | Mühlingen-Zoznegg (ehemals Bahnhof)                | Mühlingen-Zoznegg (ehemals Bahnhof)                |
| Brücke über Wasserlauf | 27,350 | Stockacher Aach                                    | Stockacher Aach                                    |
| Dienststation / Betriebs- oder Güterbahnhof | 27,652 | Schwackenreute                                     | 621 m                                              |
| Abzweig geradeaus und ehemals nach rechts | | nach Altshausen                                    | nach Altshausen                                    |
| Haltepunkt / Haltestelle | 31,750 | Sauldorf (seit 2021)                               | Sauldorf (seit 2021)                               |
| Dienststation / Betriebs- oder Güterbahnhof | 31,930 | Sauldorf                                           | 614 m                                              |
| Abzweig geradeaus und von rechts | 32,800 | Anschluss Tegometall                               | Anschluss Tegometall                               |
| Haltepunkt / Haltestelle | 34,420 | Bichtlingen                                        | Bichtlingen                                        |
| Brücke über Wasserlauf | 35,600 | Ablach                                             | Ablach                                             |
| Haltepunkt / Haltestelle | 37,724 | Meßkirch                                           | 607 m                                              |
| Brücke über Wasserlauf | 40,560 | Ablach                                             | Ablach                                             |
| Haltepunkt / Haltestelle | 41,590 | Menningen-Leitishofen                              | Menningen-Leitishofen                              |
| Brücke über Wasserlauf | 41,700 | Ablach                                             | Ablach                                             |
| Brücke über Wasserlauf | 44,000 | Ablach                                             | Ablach                                             |
| Haltepunkt / Haltestelle | 44,420 | Göggingen (Baden) (ehemals Bahnhof)                | Göggingen (Baden) (ehemals Bahnhof)                |
| Brücke über Wasserlauf | 45,300 | Ablach                                             | Ablach                                             |
| Abzweig geradeaus und ehemals von rechts | 47,400 | alter Anschluss Tegometall                         | alter Anschluss Tegometall                         |
| Abzweig geradeaus und von rechts | 47,500 | neuer Anschluss Tegometall                         | neuer Anschluss Tegometall                         |
| Bahnhof | 47,731 | Krauchenwies                                       | 581 m                                              |
| Brücke über Wasserlauf | 48,700 | Ablach                                             | Ablach                                             |
| Abzweig geradeaus und ehemals nach links | | nach Sigmaringen                                   | nach Sigmaringen                                   |
| ehemaliger Bahnhof | 51,850 | Zielfingen                                         | Zielfingen                                         |
| Abzweig geradeaus und ehemals von rechts | 53,900 | Anschluss Dillmannsches Sägewerk                   | Anschluss Dillmannsches Sägewerk                   |
| Brücke über Wasserlauf | 55,100 | linke Ennetacher Ablach                            | linke Ennetacher Ablach                            |
| Wechsel des Eisenbahninfrastrukturunternehmens | 55,934 | Infrastrukturgrenze Ablachtalbahn / DB InfraGO     | Infrastrukturgrenze Ablachtalbahn / DB InfraGO     |
| Brücke über Wasserlauf | 56,000 | rechte Ennetacher Ablach                           | rechte Ennetacher Ablach                           |
| Abzweig geradeaus und von links | | von Sigmaringen                                    | von Sigmaringen                                    |
| Bahnhof | 56,731 | Mengen                                             | 559 m                                              |
| Strecke | | nach Ulm                                           | nach Ulm                                           |
| | |                                                    |                                                    |
| Quellen: | |                                                    |                                                    |

Die Bahnstrecke Radolfzell–Mengen, auch Ablachtal-Bahn, Ablachtalbahn, Hegau-Ablachtal-Bahn oder Biberbahn, ist eine Eisenbahnstrecke in Baden-Württemberg, die teilweise von DB InfraGO und teilweise als Nichtbundeseigene Eisenbahn betrieben wird. Sie verläuft von Radolfzell über Stahringen und Stockach nach Mengen. Der Abschnitt von Radolfzell bis Stahringen ist als Hauptbahn, die weitere Strecke bis Mengen als Nebenbahn klassifiziert. Das erste Teilstück bis Stahringen ist zudem Teil der Bodenseegürtelbahn.
Die Strecke wurde als Teil einer Fernverkehrsverbindung von Ulm an den Bodensee und in die Schweiz gebaut. Der reguläre Personenverkehr endete zwischen 1954 und 1982. Der südliche Abschnitt zwischen Radolfzell und Stockach wurde 1996 für den Schienenpersonennahverkehr reaktiviert. Der nördliche Streckenabschnitt von Stockach nach Mengen wurde hingegen nur von Güter- und Sonderzügen genutzt und musste wegen Baumängeln teilweise 2005 vorübergehend sowie im Abschnitt Stockach–Sauldorf von 2017 bis 2021 gesperrt werden. Seit Juli 2021 ist die Strecke wieder durchgängig befahrbar und es verkehren auf dem nördlichen Abschnitt zwischen Mengen und Stockach wieder sonn- und feiertags Freizeitzüge unter dem Namen Biberbahn. Eine Reaktivierung der Strecke für einen stündlichen, schnellen Nahverkehr auf der Achse Radolfzell – Mengen ist in Untersuchung.

## Streckenbezeichnung und Streckenverlauf
Von der Bahnstrecke Radolfzell–Mengen zweigt in Stahringen die Bahnstrecke Stahringen–Friedrichshafen ab, wobei die Regionalbahn-Linie RB 31 zwischen Radolfzell und Friedrichshafen als Seehänsele vermarktet wird. Das SPNV-Angebot auf dem südlichen Streckenabschnitt der Ablachtalbahn zwischen Stockach und Radolfzell wird als Seehäsle vermarktet, in Anlehnung an die Produktbezeichnung „Seehas“ auf der Strecke zwischen Konstanz und Engen. Auf dem nördlichen Streckenabschnitt zwischen Mengen und Stockach gibt es seit Juli 2021 wieder Freizeitverkehr unter dem Namen „Biberbahn“.

## Geschichte

### Vorgeschichte
Am 2. September 1859 hatte eine länderübergreifende Versammlung von Abgeordneten der Region zwischen Alb, Bodensee und Schwarzwald beschlossen, sich für den Bau einer Eisenbahnstrecke zwischen Ulm, dem Bodensee und dem Schwarzwald einzusetzen. In allen an der geplanten Strecke liegenden Städten wurden Eisenbahnkomitees gegründet.
Diese planten, die neue Bahnstrecke von Ulm über Ehingen, Riedlingen, Mengen, Meßkirch, Stockach, Radolfzell, Singen, Schaffhausen, Waldshut und Säckingen nach Basel zu konzipieren und sahen ab Meßkirch eine Abzweigung über Tuttlingen und Donaueschingen nach Freiburg und weiter über den Rhein und die Vogesen bis nach Chaumont vor. Dieser Streckenführung wurde große Bedeutung beigemessen, weil sie die kürzeste Verbindung zwischen Wien und Paris darstellen und auch als kürzester Schienenweg von Berlin über Leipzig, Nürnberg, Ulm, Radolfzell, Schaffhausen, Zürich nach Mailand Bedeutung erlangen sollte.
1865 schlossen die im Deutschen Bund locker zusammengeschlossenen, aber souveränen Staaten Baden, Preußen und Württemberg trilaterale Staatsverträge zu „länderübergreifenden“ Bahnprojekten und zur Durchfahrung der preußischen Provinz Hohenzollernsche Lande.
Diese Verträge ermöglichten neben anderen Projekten den Bau der Bahnstrecke Tübingen–Sigmaringen, der Bahnstrecke Ulm–Sigmaringen und der Strecken Radolfzell–Mengen/Sigmaringen und Schwackenreute–Altshausen. Die Anschlusspunkte der badischen und der württembergischen Staatsbahn aneinander sollten in Sigmaringen, Mengen und Pfullendorf sein.
Die beiden süddeutschen Länder achteten bei der Trassenführung genau darauf, dass ihre Strecken möglichst viel „großen Durchgangsverkehr“ anziehen würden. Das Königreich Württemberg begann mit dem Bahnbau von Ulm nach Mengen, auf badischer Seite verzögerte sich jedoch das Vorhaben.

### Bau der Hegau-Ablachtal-Bahn

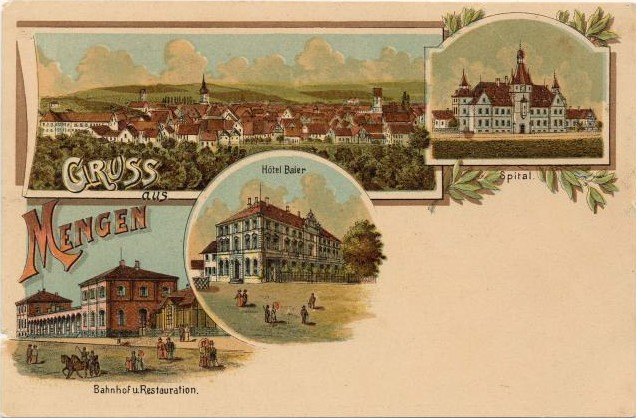
Mengen mit Bahnhof um 1900

Dem Bau der Hegau-Ablachtal-Bahn in den Jahren 1865 bis 1873 durch die Großherzoglich Badischen Staatseisenbahnen gingen Planungen überregionaler Gremien und der örtlichen Eisenbahnkomitees voraus.
Die Strecke wurde in mehreren Abschnitten eröffnet. Zwischen 1866 und 1870 wurde der Abschnitt Radolfzell–Meßkirch gebaut. Der Bahndamm wurde für zweigleisigen Verkehr ausgelegt, ebenso die steinernen Widerlager der Brücken, was noch heute an den beiden großen Brücken zwischen Mühlingen und Zizenhausen zu sehen ist. Es wurde allerdings nur ein Gleis verlegt, wobei es bisher auch geblieben ist. Als erstes wurde am 20. Juli 1867 die Strecke Radolfzell–Stahringen–Stockach eröffnet. Es folgte die Strecke Stockach–Schwackenreute–Meßkirch am 3. Februar 1870.
Zum Weiterbau zwischen Meßkirch und Mengen musste zu Preußen gehörendes hohenzollernsches Gebiet durchquert werden. Preußen, das in Süddeutschland keine eigenen Eisenbahnambitionen hegte, wollte die Hauptorte der Hohenzollernschen Lande an das Eisenbahnnetz der Nachbarländer angebunden wissen. Zur Genehmigung der Durchquerung Hohenzollerns im Bereich Krauchenwies stellte Preußen die Bedingung, dass Baden eine Stichbahn von Krauchenwies nach Sigmaringen bauen müsste. So wurden die beiden Strecken Meßkirch–Mengen und Krauchenwies–Sigmaringen auf badische Staatskosten 1873 gebaut. Vom Bahnhof Krauchenwies aus verliefen zwei Schienenstränge parallel durch den Fürstlichen Park. Die im Park befindlichen Lager und Pfeiler der Ablachbrücke erinnern an die zweigleisige Schienenführung. Erst weiter entfernt, auf der Höhe des heutigen Strandbades von Krauchenwies (Steidlesee), zweigt die Bahnstrecke Krauchenwies–Sigmaringen nach Norden ab. Am 6. September 1873 wurde die Strecke Meßkirch über Krauchenwies nach Mengen zusammen mit der Strecke von Krauchenwies nach Sigmaringen eingeweiht.
Lokalen Widerstand gab es wegen des Baus der Stichbahn von Meßkirch nach Pfullendorf und der Abzweigstrecke von Meßkirch nach Tuttlingen, obwohl letztere Strecke bereits abgesteckt war. Der Ingenieur Robert Gerwig, der die Badische Schwarzwaldbahn geplant hatte und nun die Strecke von Radolfzell nach Meßkirch konzipierte, verlegte den in Meßkirch geplanten Knotenbahnhof auf die „grüne Wiese“ bei Schwackenreute. Der Bahnhof Schwackenreute wurde als Kreuzungsbahnhof großräumig dimensioniert. So wurde am 11. August 1873 in Schwackenreute durch die Badischen Staatseisenbahnen die Anbindung nach Pfullendorf (westlicher Teil der Bahnstrecke Altshausen–Schwackenreute) eröffnet. Eine Abzweigung in den Schwarzwald von Schwackenreute in westliche Richtung unter Umgehung Tuttlingens bis zum Anschluss an die Schwarzwaldbahn bei Hattingen wurde ebenfalls projektiert. Der Plan wurde aber nicht ausgeführt, stattdessen baute Württemberg die Bahnstrecke Tuttlingen–Inzigkofen.
Die überregionale Funktion erfüllte die Ablachtalbahn nur zum Teil; auf der Strecke Ulm–Radolfzell kam es nicht zu durchgehenden Zugverbindungen. Das am 1. November 1873 eingesetzte Schnellzugpaar, das für die Strecke Radolfzell–Ulm drei Stunden und 35 Minuten benötigte (davon 1 Stunde und 35 Minuten für den Abschnitt Radolfzell–Mengen), wurde 1875 mangels Nachfrage wieder eingestellt. 1879 wurde die Strecke Radolfzell–Mengen zur Nebenbahn abgestuft. Die Gesamtstrecke wurde fortan durch Personenzüge bedient, die überall hielten.

### Die Bahn und der Zweite Weltkrieg
Im Zweiten Weltkrieg war die Strecke Radolfzell–Mengen kriegswichtig. Am 22. Februar 1945 hatte eine Staffel britischer Jagdbomber die wichtigsten Bahnhöfe entlang der Strecke Singen–Mengen–Ulm im Visier. In Meßkirch nahmen Jagdbomber das Bahnhofsgelände und einen Güterzug sowie eine Rangierlok unter Beschuss und zerstörten Teile des Bahnhofsgeländes, der Gleisanlagen und der Eisenbahn- wie auch die Bahnhofstraßenbrücke über den damals noch offenen Grabenbach.

### Zwischen Stilllegung und Erhalt
Die Strecke wurde von der Deutschen Bundesbahn in Etappen stillgelegt: Am 13. Dezember 1954 wurde der Personenverkehr auf dem Abschnitt Krauchenwies–Mengen eingestellt, am 1. September 1960 der Gesamtverkehr. Danach folgte der Abbau dieses Streckenabschnitts. Dabei wurden die Schienen nach dem Bahnhofsgelände Krauchenwies bis zur Werksanbindung des Dillmannschen Sägewerks bei Mengen entfernt.
Der Personenverkehr auf dem Abschnitt Meßkirch–Krauchenwies wurde zum 1. Juni 1969 eingestellt.
Am 28. Mai 1972 erfolgte die Einstellung des Personenverkehrs auf dem Abschnitt Stockach–Meßkirch, am 25. September 1982 auch auf dem südlichen Abschnitt Stockach–Stahringen.

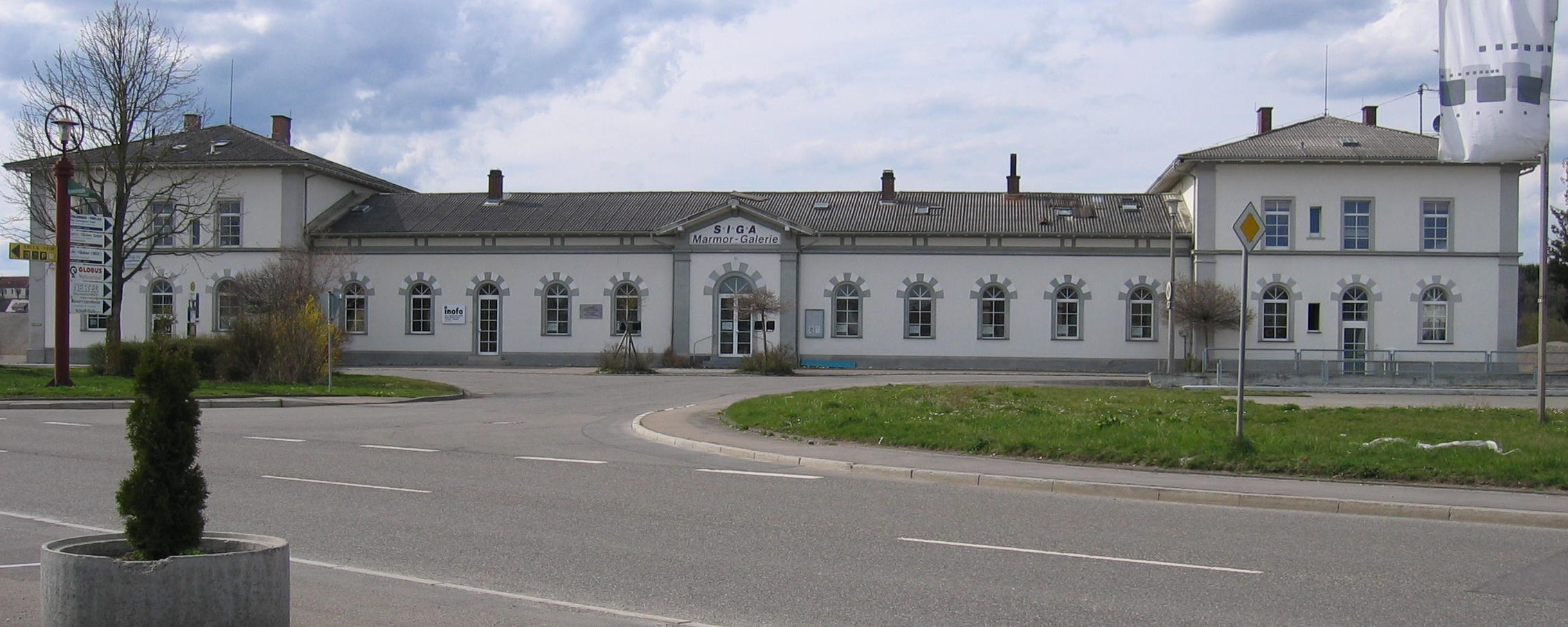
Bahnhof Krauchenwies

Ausgehend vom Bahnhof Krauchenwies bestanden zeitweise zwei Anschlussgleise zur Firma Tegometall, von denen heute nur mehr der nördliche, größere Anschluss in Betrieb ist. Dieser wurde 1982 in Betrieb genommen. Dazu wurde nach der Ablacher Straße beim Bahnhof Krauchenwies ein etwa 900 Meter langer Schienenstrang eingefügt, der bis in das Werk der Firma führt.
In den 1980er Jahren wurde der Brandbühl-Tunnel saniert und die aus Kalk- und Buntsandstein bestehende Tunnelwand von 1866 mit einer ca. 40 cm dicken Vorsatzschale aus Stahlbeton versehen. Die Strecke im Tunnel mit dem dadurch verringerten Lichtraumprofil und dem umgebenden Streckenabschnitt wurde dabei auf einem Kilometer Länge zwischen den neu errichteten, vom Stellwerk Stahringen ferngestellten, Überleitstellen Brandbühl West und Brandbühl Ost auf ein Gleis zurückgebaut.
Am 29. September 1986 wurde auf Betreiben von Tegometall der abgebaute, nördliche Streckenabschnitt Krauchenwies–Mengen für den Güterverkehr mit Landeszuschüssen wieder aufgebaut und in Betrieb genommen, inklusive Errichtung dreier Bahnübergänge über die Bundesstraße 311, die Landesstraße 456 und die Andelsbachbrücke. Damaliger Streckenstatus war „Rangiergleis des Bahnhofs Mengen“. Im Gegenzug wurde zeitgleich zum 29. September 1986 der Güterverkehr auf dem Streckenabschnitt Meßkirch–Krauchenwies eingestellt. Die Einstellung des Gesamtverkehrs erfolgte am 1. März 1987. Dieser Abschnitt wurde aber am 28. Mai 1989 wieder für den Güterverkehr freigegeben und zwischen Meßkirch und Mengen zur Nebenbahn umgewandelt.
Wegen des Marktorientierten Angebotes Cargo (MORA C), einem Sanierungsprogramm der DB Cargo AG wurde zum 2. Januar 2002 auf dem Abschnitt Mengen–Schwackenreute der Wagenladungsverkehr durch die Hohenzollerische Landesbahn (HzL) übernommen, schrumpfte aber ab August 2004 auf noch ein tägliches Güterzugpaar. Zwischen 2003 und 2005 kam ein regelmäßiger Kiesverkehr Schwackenreute–Mengen–Balingen–Schömberg hinzu. Die HzL setzte hierfür zweiachsige Fz-Wagen ein.
Zum 16. November 2002 schrieb die DB Netz AG den Streckenabschnitt Stockach–Schwackenreute zur Übernahme der Streckeninfrastruktur an Dritte nach § 11 AEG aus. Eine Arbeitsgruppe mit Mitgliedern aus den drei Anliegergemeinden Sauldorf, Hohenfels und Mühlingen bemühte sich im November 2002 nach Bekanntwerden der Stilllegungsabsicht um Gespräche mit der Deutschen Bahn, um für den Abschnitt Stockach–Meßkirch ein alternatives Nutzungskonzept zu unterbreiten; dieses sah einen Draisinenbetrieb vor. Am 26. März 2003 erfolgte der Antrag der DB Netz AG auf Stilllegung.

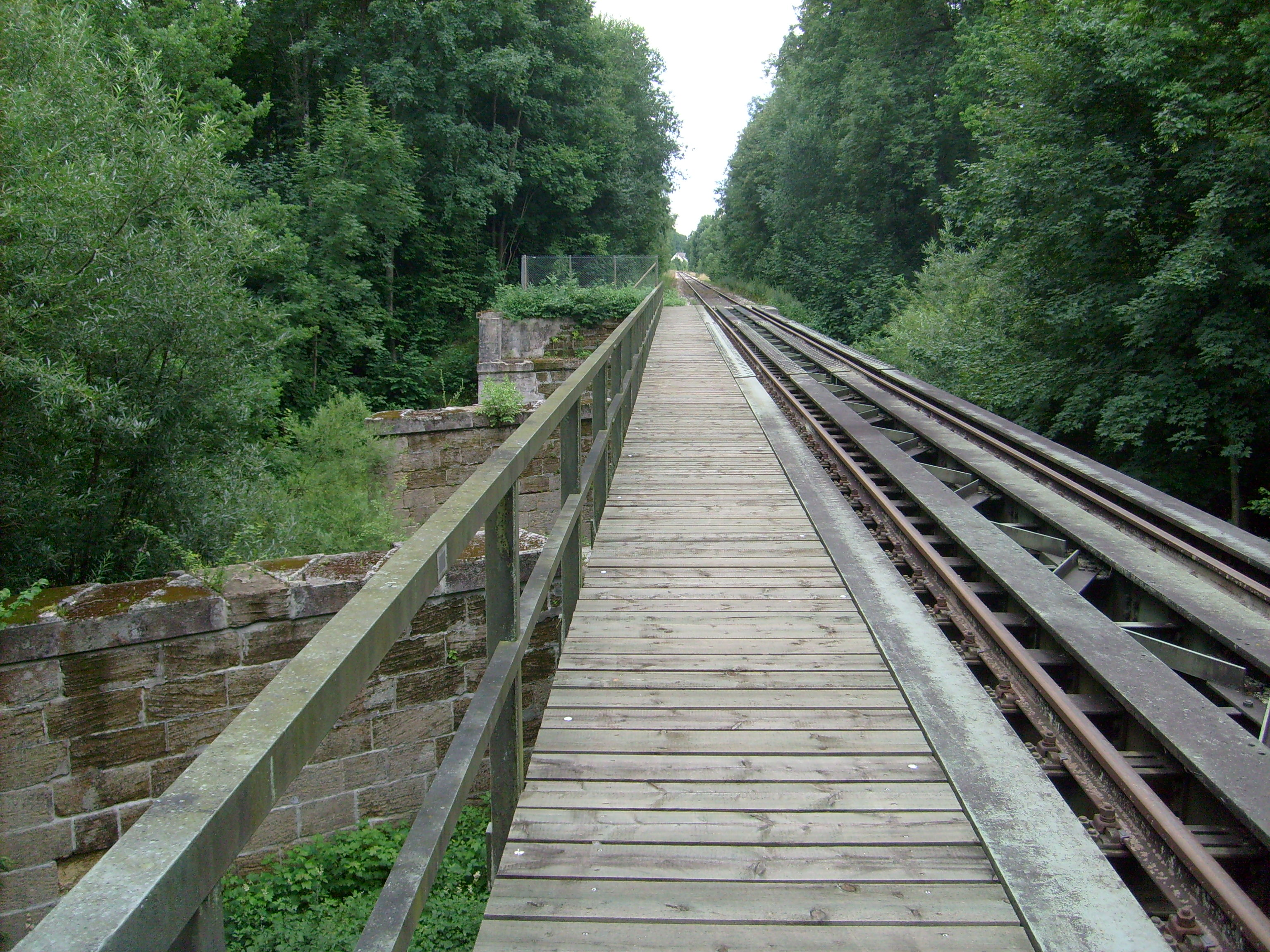
Brücke über die Ablach im Fürstlichen Park Krauchenwies

Der VCD gab im Mai 2004 bekannt, dass die DB Netz AG mit der Firma Tegometall über einen Verkauf der kompletten, rund 38 Kilometer langen Strecke von Stockach nach Mengen in Verhandlung stehe, als Preis stand die Summe von einer Million Euro im Raum. Noch wenige Jahre zuvor hatte die Bahn laut Bürgermeister Zwick allein für den Abschnitt Stockach–Schwackenreute 3,5 Millionen D-Mark (1,79 Millionen Euro) verlangt. Schließlich wurde im Oktober 2004 die Strecke von Stockach nach Mengen durch die Ablachtal-Bahn GmbH gekauft und seither als Nichtbundeseigene Eisenbahn (Konzession der Ablachtal-Bahn GmbH, die gesellschaftsrechtlich mit dem Krauchenwieser Unternehmen Tegometall als Hauptfrachtkunden an der Strecke verbunden war) betrieben. Damit war die drohende Stilllegung abgewendet. Die betroffenen Landkreise Sigmaringen und Konstanz waren nicht zu einer Übernahme oder Beteiligung bereit gewesen.
Der Streckenabschnitt zwischen Stockach und Schwackenreute wurde im Frühjahr 2005 wegen Oberbaumängeln und anschließender Oberbauarbeiten gesperrt. Der Kiesverkehr von Schwackenreute über Stockach in die Schweiz verlief daher zeitweise über den Umweg via Mengen und Tuttlingen. Im Juli 2005 erfolgte auch die zustandsbedingte Sperrung des Abschnitts von Schwackenreute nach Krauchenwies, wodurch der HzL-Kiesverkehr Schwackenreute–Schömberg zwangsweise endete (und auch nach der Sanierung nie mehr wieder aufgenommen wurde). Mit rund fünf Millionen Euro Zuschüssen aus dem Konjunkturpaket II des Landes Baden-Württemberg wurde die Streckeninfrastruktur Stockach–Krauchenwies–Mengen 2009/2010 wieder instand gesetzt und die Streckensperrung Stockach–Schwackenreute wieder aufgehoben.
Von Sommer 2017 bis Frühjahr 2021 wurde der Streckenabschnitt Stockach–Sauldorf infolge von Biberschäden am Bahndamm bei Sauldorf gesperrt. Seither wurde die Reststrecke zwischen Mengen und Sauldorf nur noch für den Stahlcoil-Transport zu den Tegometall-Werken Krauchenwies und Sauldorf genutzt.
Im September 2005 wurde das rund 23.000 Quadratmeter große Bahnhofsareal von Meßkirch für rund 400.000 Euro an die Stadt verkauft und in ein Einkaufsareal umgewandelt.

### Bestrebungen, die Strecke Stockach–Mengen für Personenverkehr zu reaktivieren
Eine Reaktivierung des nördlichen Streckenabschnitts von Stockach nach Mengen für den Personenverkehr wurde mehrfach diskutiert. Die Idee, das Seehäsle von Stockach nach Mengen zu verlängern, kam 1999 aus Meßkirch. Im Juni 2001 wurde durch den Regionalverband Bodensee-Oberschwaben beim Büro SMA eine Studie in Auftrag gegeben, in der vornehmlich das regionale Potenzial im Gebiet zwischen Stockach und Mengen untersucht wurde. Darin wurde aber ein für die Wiederaufnahme des Zugverkehrs zu geringes Fahrgastaufkommen prognostiziert. Die SMA-Studie schätzte die Investitionen in eine umfassende Ertüchtigung für SPNV und Beschleunigung auf mindestens 37 Millionen und bis zu 64 Millionen DM, hinzu kämen jährliche Betriebskosten von rund vier Millionen DM.
Im Mai 2004 gründete der Landesverband Baden-Württemberg des Verkehrsclubs Deutschland (VCD) die „Interessengemeinschaft Hegau-Ablachtal-Bahn“ und rief Bürger und öffentliche Institutionen auf, sich für die stilllegungsbedrohte Strecke zu engagieren. In einem Gegengutachten des Verkehrsclubs Deutschland zur SMA-Studie von 2001, ausgeführt von der Agentur Vieregg-Rössler im Juli 2004, wurde zwar die mangelnde Wirtschaftlichkeit der Strecke für den Lokalverkehr bestätigt, aber die Idee angesprochen, die Strecke als Teil einer überregionalen Achse von München und Ulm nach Basel erneut zu prüfen, für die sie im 19. Jahrhundert konzipiert und gebaut worden war.

### Übernahme der Strecke durch die Kommunen

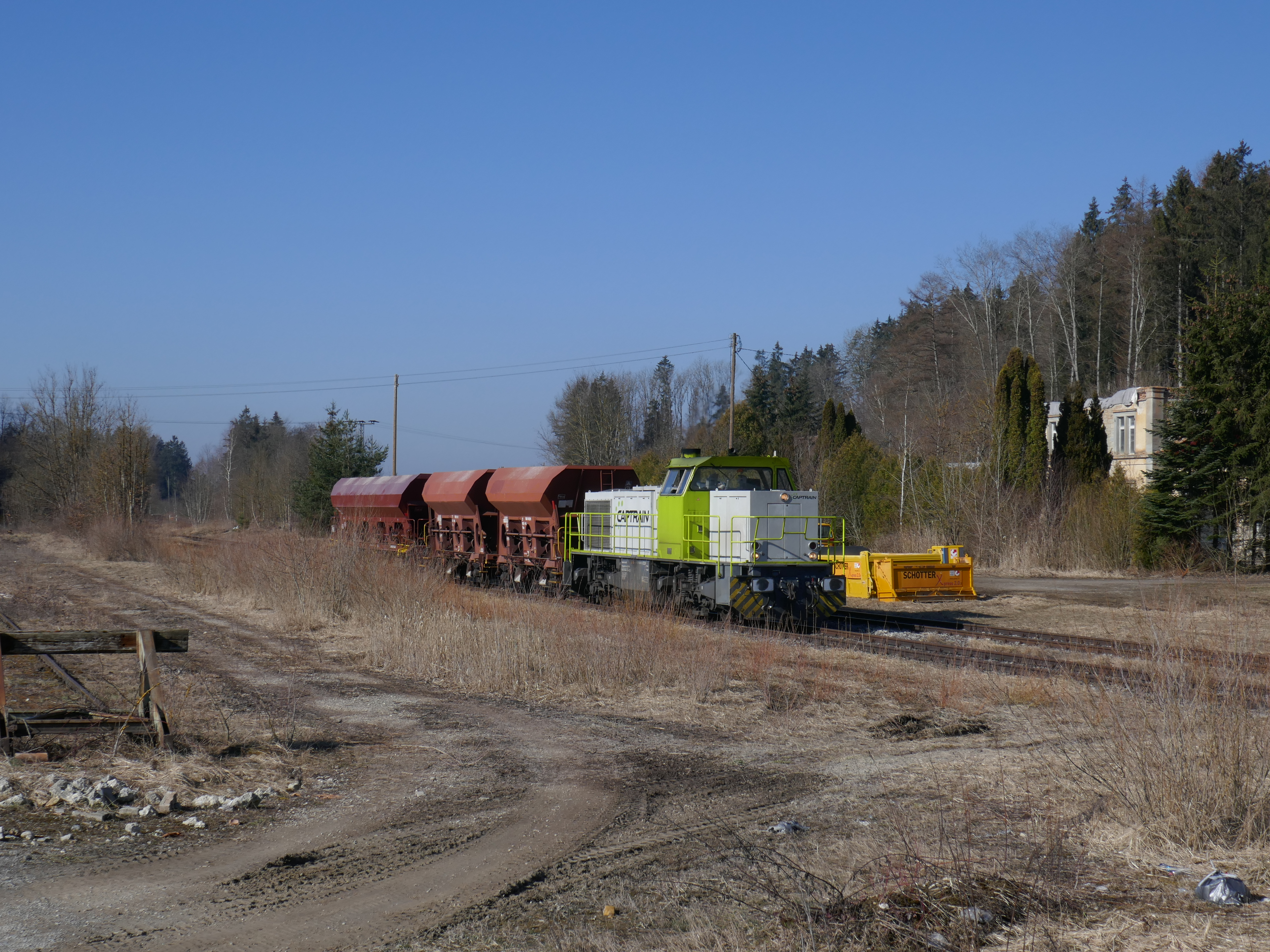
Bauzug in Schwackenreute, März 2021

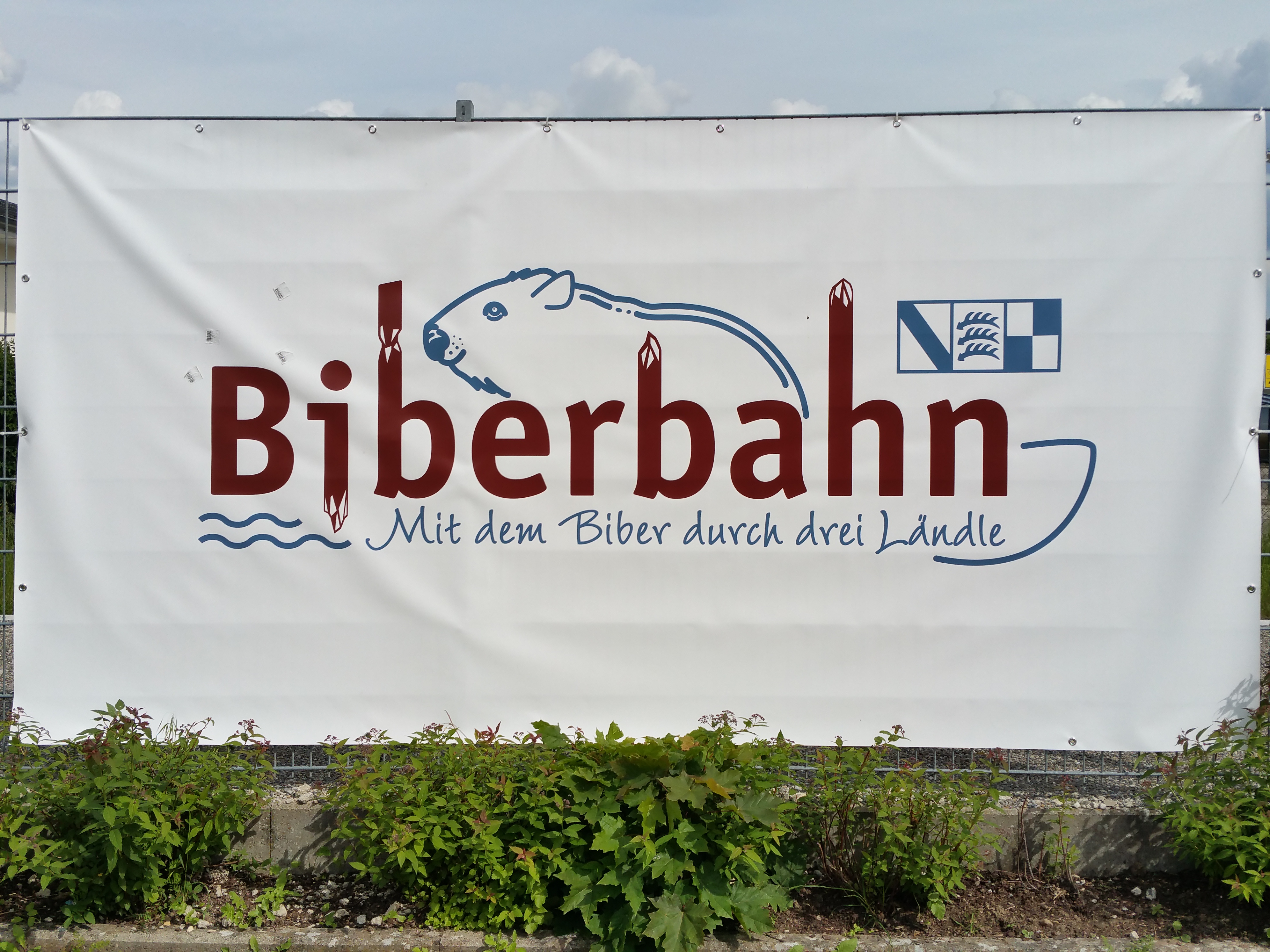
Transparent der Biberbahn im Bahnhof Meßkirch

Anfang 2019 bot die Ablachtal-Bahn GmbH die Strecke Stockach–Mengen den Anliegerkommunen zum Kauf an. Ende Oktober 2020 beschlossen die Stadt Meßkirch und die Gemeinde Sauldorf, die Strecke für einen symbolischen Euro von der Ablachtal-Bahn GmbH zu kaufen, sie als kommunales Eisenbahninfrastrukturunternehmen (EIU) nach zunächst einfachen und kostengünstigen Standards zu betreiben und gemeinschaftlich bis zu 100.000 Euro Betriebskostendefizit im Jahr zu tragen. Der Kauf wurde Ende Dezember 2020 vollzogen, und seit dem 1. März 2021 betreibt die Stadt Meßkirch die Strecke als EIU.
Nach dem Erwerb der Strecke durch die Anliegerkommunen Meßkirch und Sauldorf wurde ab März 2021 der Streckenabschnitt zwischen Stockach und Sauldorf saniert und dieser Abschnitt im Juli 2021 wiedereröffnet. Seit Mai 2021 besteht in Krauchenwies wieder eine Holzverladung.
Am 17. Juli 2021 wurde die Strecke feierlich wieder für den Personenverkehr reaktiviert: An Sonn- und Feiertagen fahren nun zwischen Mai und Oktober immer drei Zugpaare im Freizeitverkehr unter dem Namen Biberbahn zwischen Stockach und Mengen. Dazu wurden in Sauldorf, Bichtlingen, Meßkirch und Menningen-Leitishofen die Bahnsteige komplett erneuert. Durch die Regenereignisse Mitte Juli 2021 ereignete sich ein Grundbruch des Damms, wodurch die Strecke zwischen Sauldorf und Schwackenreute gesperrt und saniert werden musste, sodass der durchgehende Betrieb erst verspätet, ab dem 8. August 2021, aufgenommen werden konnte.
Um für die Ablachtalbahn zu werben und die Kommunen beim Betrieb der Strecke zu unterstützen, hat sich 2019 ein Förderverein gegründet. Für die Freizeitzüge zwischen Stockach und Mengen wirken ehrenamtliche Helfer aus dem Förderverein mit.
Seit 2023 beteiligt sich auch die Gemeinde Mühlingen an der Finanzierung. Deshalb wurde am 1. Mai 2024 der ehemalige Bahnhof Mühlingen-Zoznegg als Haltepunkt reaktiviert.

### Reaktivierung als schnelle Nahverkehrsachse Radolfzell – Mengen
Nach einer positiv ausgefallenen Potentialuntersuchung zur Ablachtalbahn für den Schienenpersonennahverkehr, die durch das Land für 43 stillgelegte Strecken durchgeführt worden war, wurde bis Juni 2023 auch eine Machbarkeitsstudie durchgeführt, die eine betriebliche und infrastrukturelle Möglichkeit für eine Verlängerung der Linie Radolfzell–Stockach im Stundentakt bis nach Mengen oder alternativ nur bis Meßkirch mit Nutzen-Kosten-Verhältnissen von jeweils deutlich über 1,3 aufzeigte (das bedeutet, der Nutzen übersteigt die Investitions- und Betriebskosten um über 30 %) und eine Weiterverfolgung dieser Reaktivierungspläne empfahl. In der Vorzugsvariante ist zwischen Stockach und Mengen unter anderem eine Erhöhung der Streckengeschwindigkeit auf bis zu 100 km/h vorgesehen. Hingegen erreichte eine ebenfalls untersuchte Variante mit einem Wiederaufbau der Bahnstrecke Krauchenwies–Sigmaringen anstatt der Reaktivierung im Abschnitt Krauchenwies–Mengen aufgrund der ungleich höheren Investitionskosten nur ein Nutzen-Kosten-Verhältnis von knapp unter 1,0.
Bis 2026 soll eine abschließende, detaillierte Wirtschaftlichkeitsuntersuchung (sog. „Standardisierte Bewertung“) die Wirtschaftlichkeit der Reaktivierung für den SPNV nachweisen. Bei einem positiven Ergebnis würde der weitere Planungs- und Genehmigungsprozess bis 2028/2029 dauern, die Inbetriebnahme könnte dann 2030/2031 erfolgen. Die vom Landkreis Konstanz angestrebte Seehäsle-Verlängerung nach Hindelwangen würde dann im Zuge der Ablachtalbahn-Reaktivierung erfolgen.

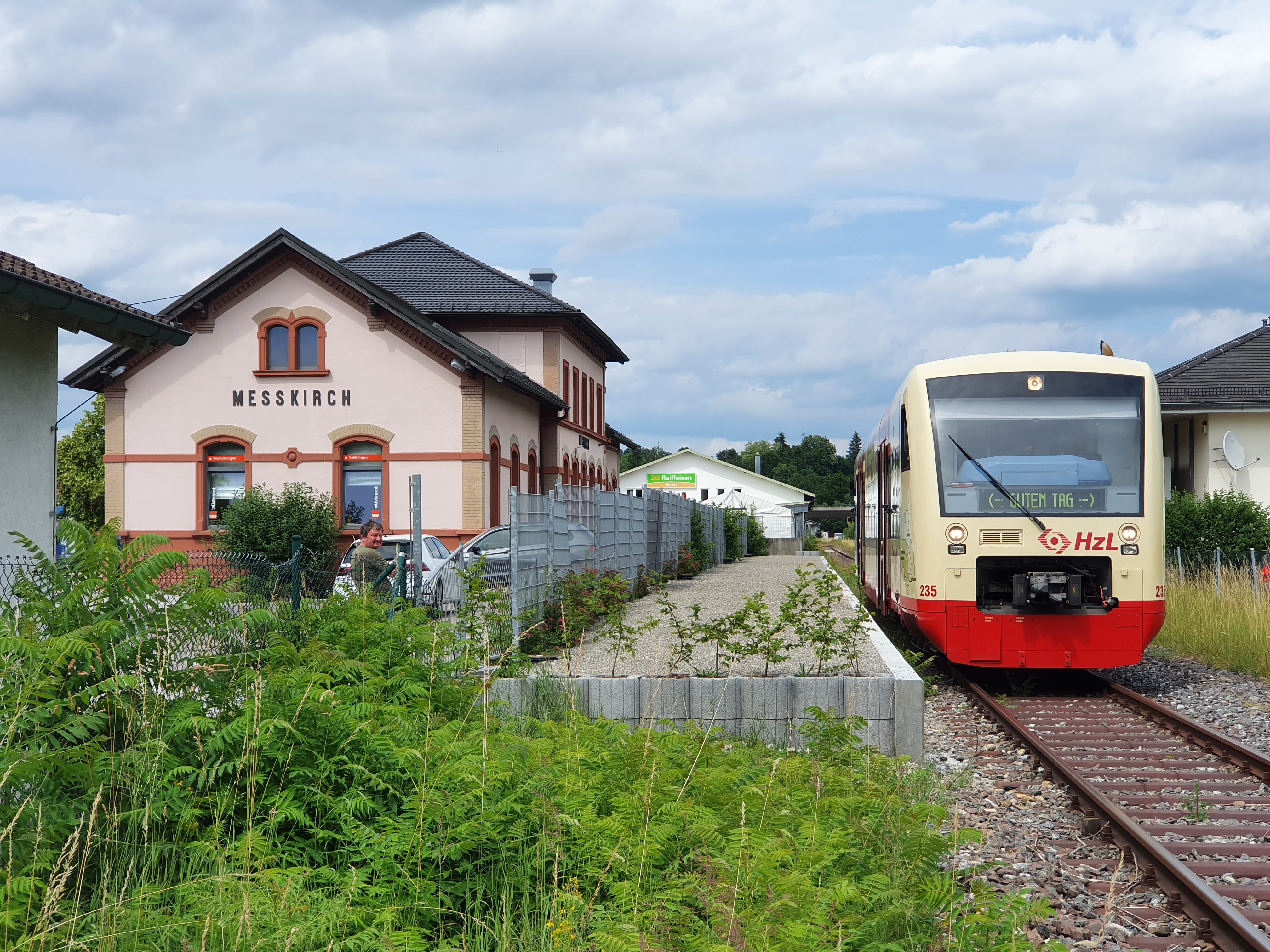
Regio-Shuttle am sanierten Bahnsteig in Meßkirch (2021)

### Betrieb
Bei der SPNV-Ausschreibung des Landes Baden-Württemberg erhielt die DB Regio AG den Zuschlag für das Netz 54. Seit Juli 2024 fährt das Unternehmen 'Die Regionenbahn GmbH' im Auftrag der DB Regio AG den Freizeitverkehr mit von der DB Regio angemieteten Regio-Shuttle-Triebwagen. Der Güterverkehr hat seit der Übernahme und durchgehenden Inbetriebnahme der Strecke deutlich zugenommen. So fährt die SWEG Südwestdeutsche Landesverkehrs-AG durchgehende Zementzüge von Dotternhausen Richtung Schweiz über die Ablachtalbahn, und mit einer neuen Holzladestelle in Krauchenwies fährt auch regelmäßiger Holzgüterverkehr.

## Seehäsle Radolfzell–Stockach

### Reaktivierung Radolfzell–Stockach 1996
Mit der Bahnreform und der Regionalisierung des Schienennahverkehrs kam es ab 1994 zu einer Renaissance des Schienenpersonennahverkehrs, wovon auch die Bahnstrecke Radolfzell–Stockach profitierte. Am 8. September 1996 wurde im Auftrag und mit Zuschüssen des Landkreises Konstanz der für den Personenverkehr stillgelegte Streckenabschnitt zwischen Stockach und Radolfzell reaktiviert und von der Mittelthurgaubahn betrieben. Der Landkreis Konstanz pachtete hierfür den Streckenabschnitt zwischen Stahringen und Stockach von der Deutschen Bahn und ließ diesen grundlegend sanieren.

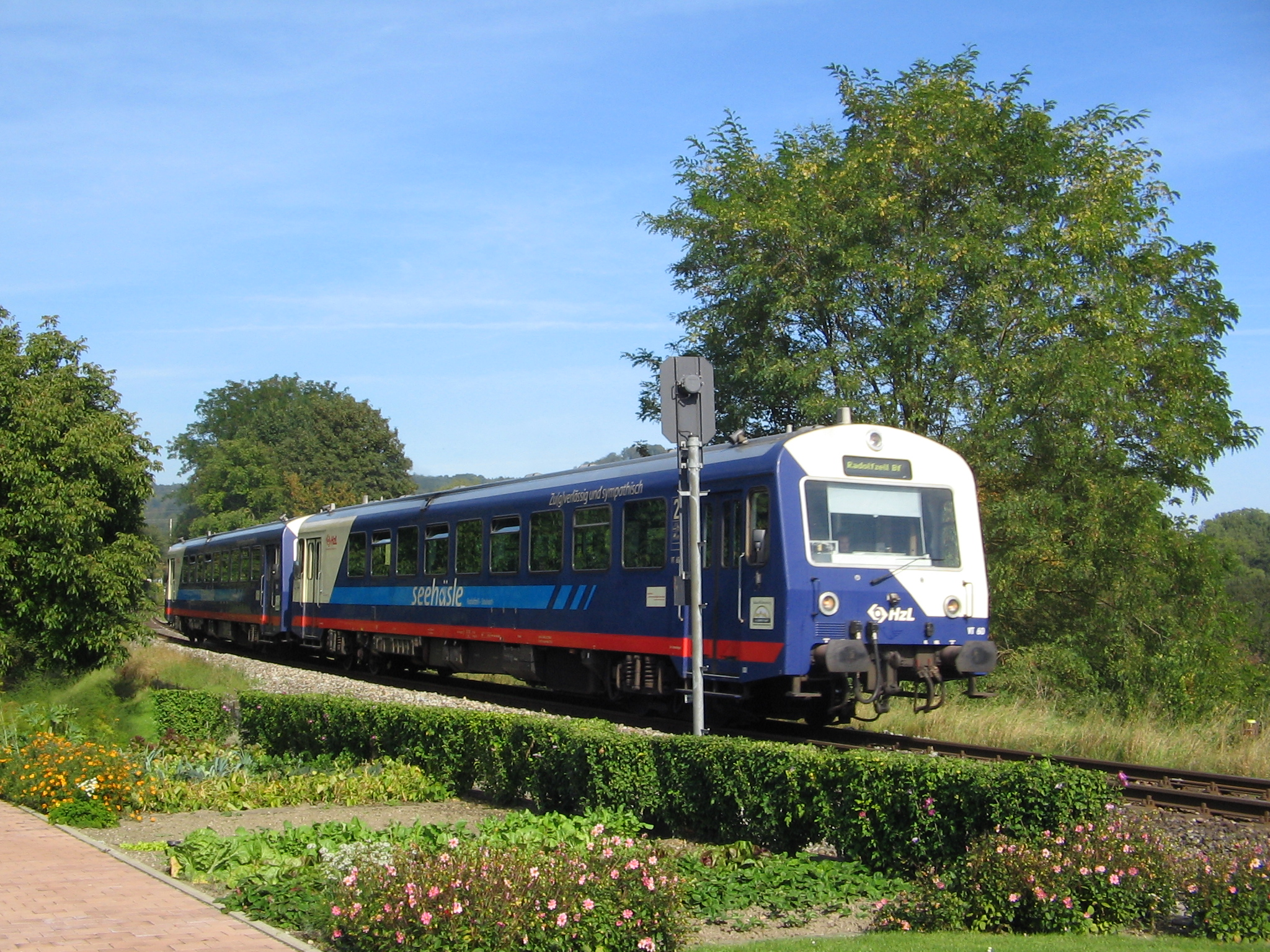
NE 81 der HzL auf dem Seehäsle

Stammfahrzeuge für den Verkehr nach Stockach waren von der Reaktivierung des SPNV 1996 an drei Prototypen des Dieseltriebwagen-Typs GTW 2/6  des Schweizer Herstellers Stadler Rail (Bm 596 671–673). Ab 2005 wurden wegen der großen Nachfrage im Schülerverkehr zwei zusätzliche Umbau-Steuerwagen eingesetzt. Nach Liquidation der Mittelthurgaubahn (MThB) ging der Betrieb 2003 auf die Nachfolgegesellschaft EuroThurbo über, die wiederum 2005 mit der deutschen SBB-Tochtergesellschaft SBB GmbH vereinigt wurde.
Wegen häufiger Ausfälle der GTW 2/6 kamen ab 2001 sporadisch verschiedenste Ersatzfahrzeuge zum Einsatz, unter anderem eine Schienenbusgarnitur (VT 98+VS 98) der Hochwaldbahn, Regiosprinter der Rurtalbahn GmbH und Regio-Shuttles der Hohenzollerischen Landesbahn AG (HzL). Ab Oktober 2005 mussten alle drei GTW 2/6 abgestellt werden: Sie wurden durch eine MAN-Schienenbus-Garnitur der HzL und drei NE 81 der Bodensee-Oberschwaben-Bahn (BOB) ersetzt. Erst ab dem 28. August 2006 kamen zwei aufgearbeitete GTW wieder zum Einsatz.

### Seehäsle-Betrieb ab 2006

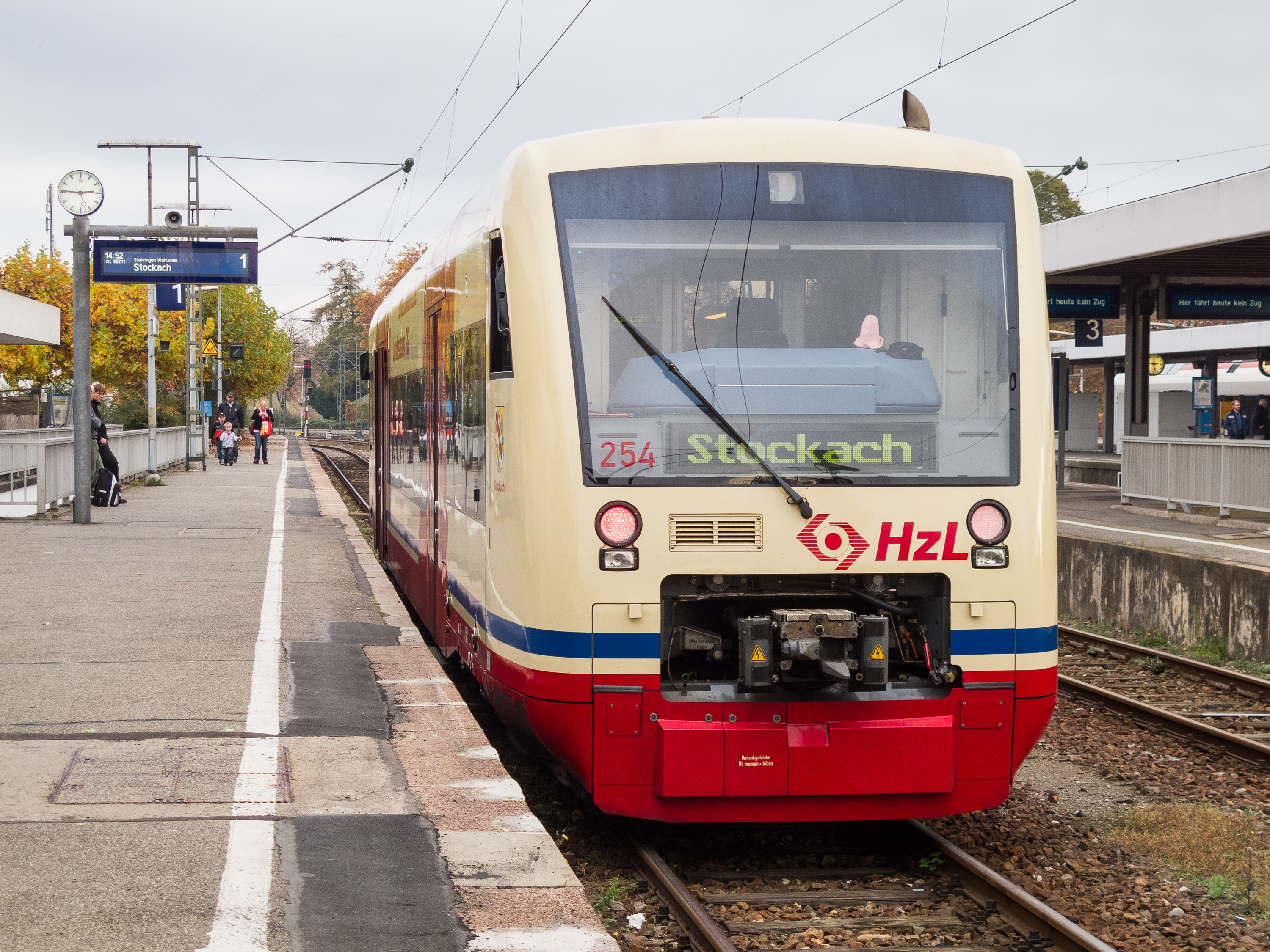
Regio-Shuttle der HzL im Seehäsle-Design (Radolfzell 2011)

Da die SBB GmbH die GTW 2/6 als „dauerhaft nicht einsatzfähig“ bezeichnete und vom Landkreis Konstanz Geld für Ersatzfahrzeuge forderte, wurde der Verkehrsvertrag mit der SBB GmbH zum Jahresende 2006 gekündigt. Die GTW-Prototypen wurden über einen Zwischenhändler an die italienische Ferrovie del Sud Est verkauft.
Die Hohenzollerische Landesbahn setzte sich in zwei Ausschreibungsverfahren sowohl für den Betrieb 2006 bis 2008 als auch von 2009 bis 2023 durch. Als Zwischenlösung wurden bis 2009 die drei von der BOB bernommenen NE 81 eingesetzt, im Frühling 2009 wurden sie von vier neu beschafften Regio-Shuttle-Triebwagen mit den Betriebsnummern VT 251 bis 254 abgelöst (die NE 81 gingen zunächst an die SWEG und später an die Schwäbische Alb-Bahn). Der Verkehr der seit 2006 als Seehäsle vermarkteten Verbindung wurde vom HzL-Verkehrsbetrieb Ringzug abgewickelt, in dessen Betriebswerk in Immendingen die Triebwagen auch gewartet werden. In Stockach errichtete die HzL eine Tankstelle an Gleis 3.
Von der DB Netz AG wurde 2012 der Abschnitt zwischen Stahringen und Stockach für rund 275.000 Euro an den bisherigen Pächter, den Landkreis Konstanz, verkauft. Im Gegensatz zu gepachteten Strecken sind so Landeszuschüsse zum Streckenunterhalt möglich. Der Landkreis betreibt die Strecke über seinen Eigenbetrieb EIU/EVU „seehäsle“. Die Strecke wurde 2023 bei der SPNV-Ausschreibung des Landes Baden-Württemberg in das Netz 54 aufgenommen. Die DB Regio AG gewann die Ausschreibung und betreibt das Seehäsle somit seit Ende 2023 mit Regio-Shuttle-Triebwagen.
Im Zusammenhang mit dem Ausbau und der Elektrifizierung der Verbindung von Radolfzell nach Friedrichshafen Stadt plant die DB InfraGo auch eine Elektrifizierung des Seehäsle-Betriebs zwischen Radolfzell und Stockach sowie die Wiederherstellung der Zweigleisigkeit im Bereich des Brandbühl-Tunnels mit einem Neubau einer zweiten Tunnelröhre.